# 구로시마촌 (나가사키현)
구로시마촌(黒島村)은 나가사키현 기타마쓰우라군에 설치되었던 촌이다. 현재의 사세보시에 해당한다.